# Comité Paralímpico de los Emiratos Árabes Unidos
El Comité Paralímpico de los Emiratos Árabes Unidos es el comité paralímpico nacional que representa a Emiratos Árabes Unidos. Esta organización es la responsable de las actividades deportivas paralímpicas en el país. Es miembro del Comité Paralímpico Internacional y del Comité Paralímpico Asiático.